# Ichneumon labyrinthellae
Ichneumon labyrinthellae is een vliesvleugelig insect uit de familie Encyrtidae. De wetenschappelijke naam is voor het eerst geldig gepubliceerd in 1790 door Bjerkander.